# شهرستان تیرانا
شهرستان تیرانا (به لاتین: Tirana County) یک شهرستان در کشور آلبانی است.

## خصوصیات
شهرستان تیرانا ۱٬۶۵۲ کیلومترمربع مساحت و ۷۴۹٬۳۶۵ نفر جمعیت دارد و ۱۵۶ متر بالاتر از سطح دریا واقع شده‌است.